# رابود فون کروشنر
رابود فون کروشنر (آلمانی: Rabod von Kröcher; ۳۰ ژوئن ۱۸۸۰ – ۲۵ دسامبر ۱۹۴۵) سوارکار پرش اهل آلمان بود.